# 愛知県西尾市中学生いじめ自殺事件
愛知県西尾市中学生いじめ自殺事件（あいちけんにしおし ちゅうがくせいいじめじさつじけん）とは、1994年（平成6年）11月27日に愛知県西尾市で男子中学生がいじめを原因に自殺したことで発覚した事件。

## 概要

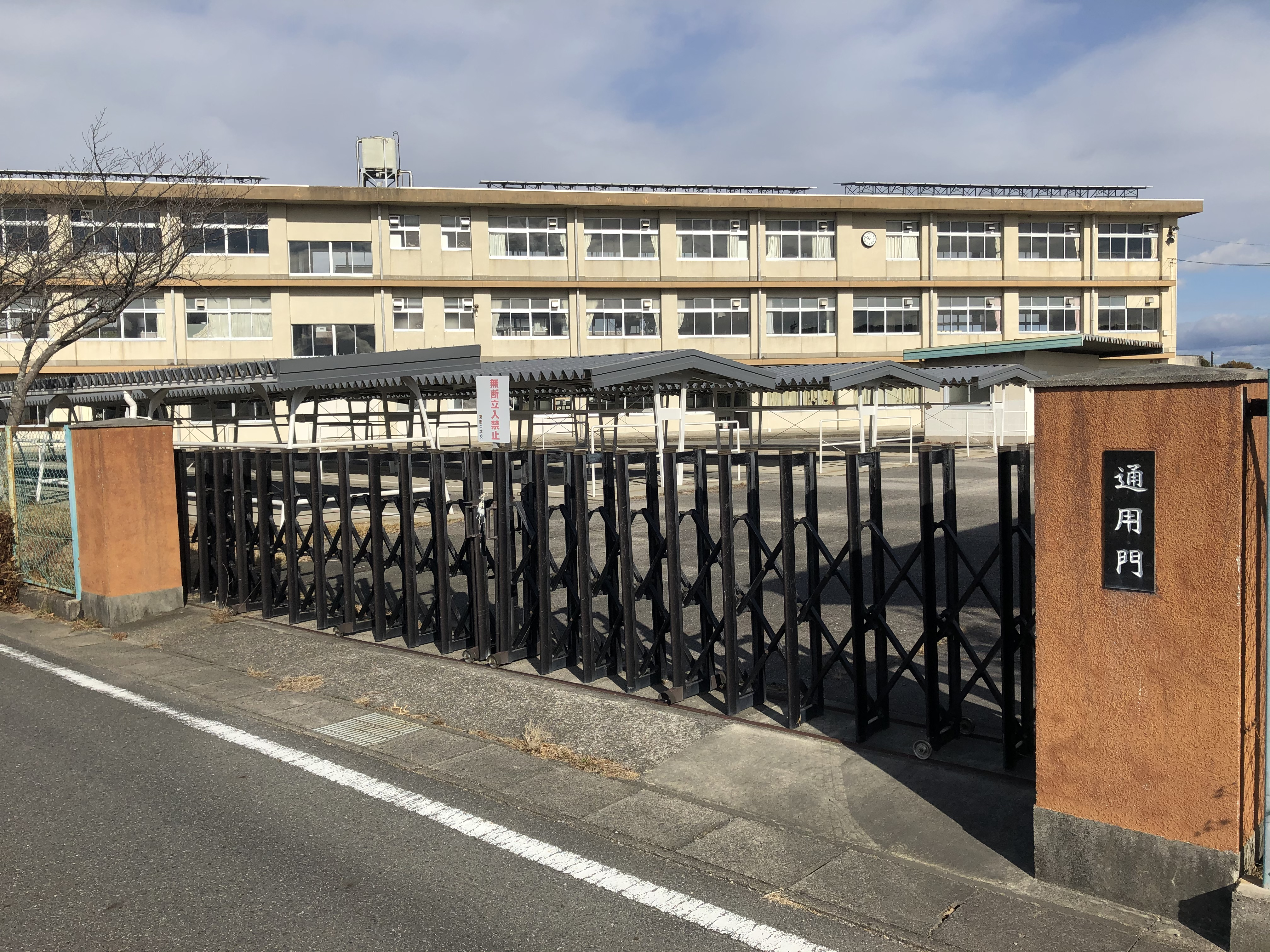
事件のあった西尾市立東部中学校

1994年11月27日、西尾市立東部中学校の2年生の男子生徒（以下、Oとする）が、自宅裏の柿の木で首を吊って亡くなっているのを母親に発見された。葬儀後、自室の机から「いじめられてお金をとられた」という内容の遺書が見つかった。
同年12月2日、Oが助けを求める信号を発していたにもかかわらず学校側などがいじめと気づかず、適切な措置をとっていなかったことが明らかとなった。西尾市教育委員会による調査の結果、同級生11人がいじめに関わっていることが判明し、主犯格の4人が恐喝容疑で書類送検された。4人は、小学6年生の頃からOにたびたび暴行を加え、金を要求していたことを認めた。被害者から脅し取った金額は110万円以上とされる。
同年12月12日、西三河教育事務所は各市町教委の担当者を集め、いじめについての情報交換や行い、愛知県教育委員会からの指導を徹底させる。
その矢先の12月13日、岡崎市立福岡中学校でもいじめによる自殺事件が発生した。入学直後からいじめを受けていた1年生の男子生徒が父親の経営する工場で首つりしているのがこの日発見された。中日新聞は翌14日、朝刊の1面で事件を取り上げ、「学校の認識の甘さがまたも露呈した」「六キロしか離れていない西尾市の東部中での“教訓”は生かせなかった」と当局の対応を批判した。
1995年3月24日、愛知県教育委員会と市教育委員会は、東部中学のM校長を3か月の減給（10％）、市教育長を2か月の減給（10％）、教頭を戒告とする処分を発表した。また同日、本田忠彦市長は「道義的な責任とをとりたい」として、27日の市議会最終日に4月分の給与を5％減額する条例案を追加提案すると明らかにした。3月30日、県教委は教職員の定期異動を発表。Mは教育センター研究指導主事に配置換え、後任の校長には市教委の学校教育課長が就任することとなった。
同年4月、名古屋家庭裁判所岡崎支部は3人を初等少年院に、残る1人を教護院（現在の児童自立支援施設）に送致する保護処分とした。
県教委は校長、教頭の処分の際、市教委から提出された「内申」の文書を非公開とする決定をした。内申には、市教委が調べた事実経過についての調査内容、校長と教頭の職務上の義務に対する市教委自身の考えなどが記載されており、愛知教育大学教授の森山昭雄は同年3月、県公文書公開条例に基づき公開請求した。4月、さらに非公開の決定が下され、5月、森山は異議を申し立てた。県教委が県公文書公開審査会に諮問したところ、1996年4月、同審査会は校長と教頭のプライバシーを理由に非公開が妥当との答申をしたため、同年7月16日、県教委は異議申し立てを棄却した。7月25日、森山は「校長、教頭の名前や思想、信条などプライバシーに当たる部分は黒塗りした部分公開でよい。学校や教育委員会がどのように考えているかがいじめ根絶のポイントで、県民に広く情報が公開されなければならない」と述べ、非公開とした決定は県公文書公開条例違反にあたるとして、名古屋地裁に提訴した。
1997年11月26日、名古屋地裁の野田武明裁判長は非公開を決定した県教委の措置を支持し、森山の請求を棄却した。1999年6月15日、最高裁は請求を退けた2審判決を支持し、森山の上告を棄却した。
1995年、東部中学校の生徒は自主的に「ハートコンタクト」という組織を結成し、命日にあたる11月27日に集会を開いた。毎月10日などゼロの付く日に集まっていじめの根絶に向けて活動を行い、命日近くに開かれる集会の内容を考えている。2019年11月14日に行われた集会にはOの父親が参加し、講演した。ハートコンタクトのメンバーは2024年の時点で1～3年生67人。
2019年6月10日放映のNHK総合のドキュメンタリー番組『事件の涙 Human Crossroads』が、東部中のいじめ自殺事件を特集。事件から13年後にOの兄も自殺していたことが公表された。
東部中学校では2024年現在も、Oの命日である11月27日に校内行事「いじめについて考える集会」が開かれ、各クラスから集まったハートコンタクト委員が議論の結果を発表している。